# Ramo Checo da Casa de Thurn e Taxis
O Ramo Checo da Casa de Thurn e Taxis (em alemão:  Thurn und Taxis) é um ramo dinástico da Casa Principesca de Thurn e Taxis, uma família nobre alemã que foi um participante importante nos serviços postais da Europa no século XVI e ficou conhecida como proprietária de cervejarias e construtora de muitos castelos.

## Fundação
O ramo checo da Casa de Thurn e Taxis foi fundado em 1808 pelo Príncipe Maximiliano Joseph von Thurn e Taxis (Regensburgo, 29 de maio de 1769 — Praga, 15 de maio de 1831). Ele era o filho mais novo de Alexandre Fernando, 3.º Príncipe de Thurn e Taxis (1704–1773), fundador de uma ordem dinástica de cavalaria e de cavalaria na casa principesca de Thurn e Taxis, A Ordem de Parfaite Amitié, e sua terceira esposa, a princesa Maria Henriette von Fürstenberg (1732-1772).
Em 1791, Maximiliano casou-se com a Princesa Eleonore von Lobkowicz (Praga, 22 de abril de 1770 — Loučeň, 9 de novembro de 1834), que pertencia a uma família nobre tcheca cuja origem remonta a Mares Martin z Ujezda (1376-90). Em 1808, ele herdou os castelos de Loučeň e Dobrovice de sua prima, a Princesa Maria Josefa von Fürstenberg, e em 1820 se estabeleceu permanentemente na Boêmia. Além de Loučeň e outras propriedades rurais, a família também possuía imóveis em Praga, que incluíam dois palácios: um na parte alta da cidade (V jámě 635–636, não existe mais) e outro na cidade velha (Palácio Vrtbovský em Malá Strana, adquirido em 1814).
Maximiliano e Eleonore tiveram seis filhos:
- Karl Anselm von Thurn e Taxis (1792–1844), o primogênito (não deve ser confundido com seu tio Karl Anselm, 4.º Príncipe de Thurn e Taxis de Regensburgo, herdeiro da linha sênior da Casa de Thurn e Taxis)[2]
- August Maria Maximilian von Thurn e Taxis (1794–1862)
- Joseph von Thurn e Taxis (1796–1857)
- Karl Theodor von Thurn e Taxis (1797-1868)
- Friedrich Hannibal Thurn e Taxis (1799–1857)
- Wilhelm Karl von Thurn e Taxis (1801 a 1848)

## Karl Anselm von Thurn e Taxis

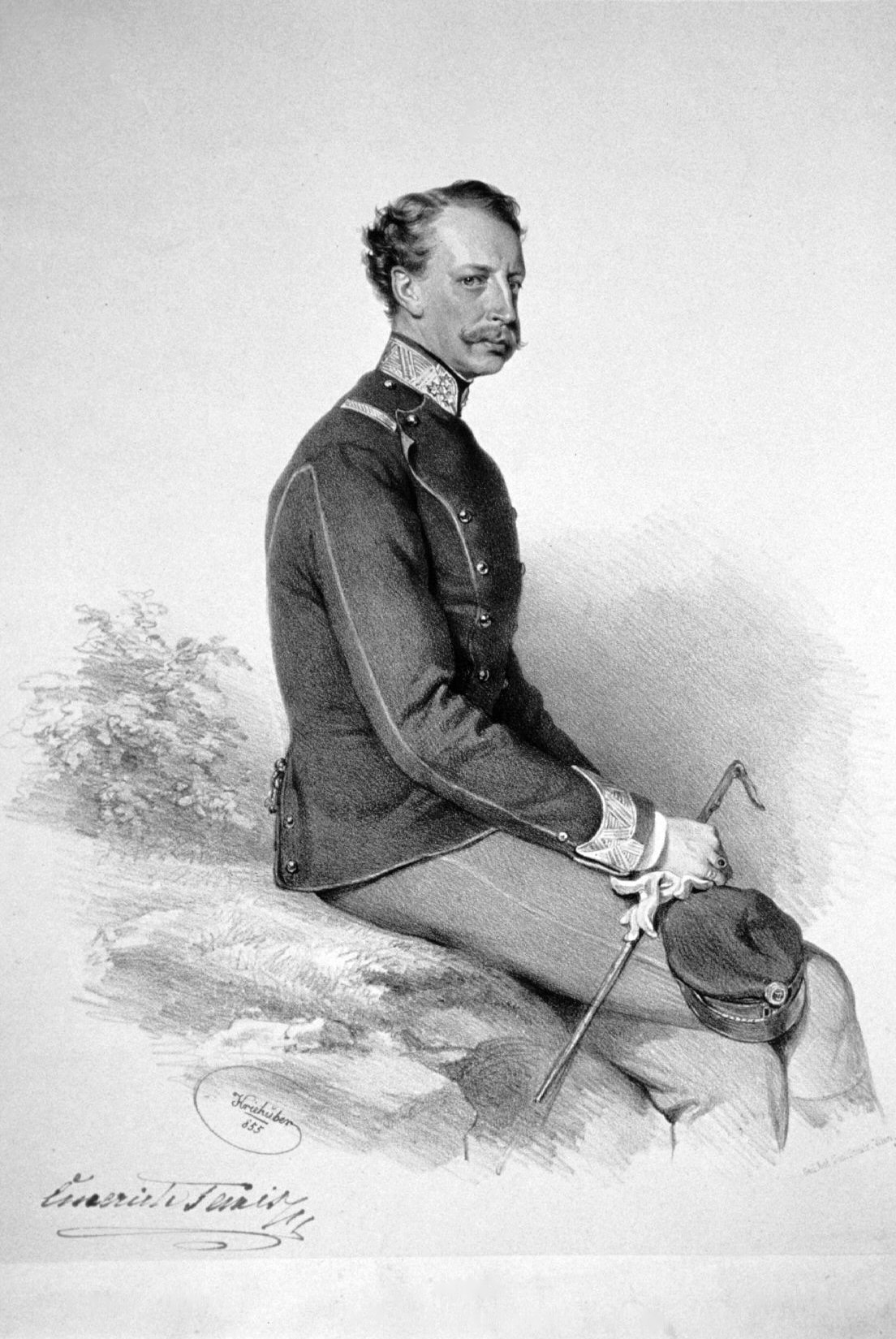
Emmerich von Thurn e Taxis (1820–1900)

Em 1815, o Príncipe Karl Anselm von Thurn e Taxis (Praga, 18 de junho de 1792 — Teplice, 25 de agosto de 1844) casou-se com a condessa Marie Isabelle von e zu Eltz Faust von Stromberg (Dresden, 10 de fevereiro de 1795 — Praga, 12 de março de 1859). Eles tiveram seis filhos:
- Marie Sophie (condessa von Montfort);
- Hugo (1817-1889), herdeiro da propriedade da família;
- Eleonore;
- Emmerich (1820–1900), general e Cavaleiro da Ordem do Tosão de Ouro;
- Marie Theresa (condessa von Belcredi);
- Rudolf (1833-1904), que se tornou Barão von Troskow.[4]

## Rudolf von Thurn e Taxis
O Príncipe Rudolf von Thurn e Taxis, mais tarde conhecido como Rudolf, Barão von Troskow (Praga, 25 de novembro de 1833 — Velehrad, 4 de julho de 1904), casou-se em 1857 com Jenny Ständler (Praga, 9 de abril de 1830 — Graz, 28 de setembro de 1914). Rudolf era um intelectual que amava música e literatura checa e era um ávido patrono das artes. Ele estudou direito e, em 1861, fundou o Právník ("O Advogado"), o primeiro periódico de direito da língua checa. Ajudado pelo escritor e historiador Karel Jaromír Erben, ele também contribuiu com o vocabulário da terminologia jurídica checa.
Ele foi fielmente dedicado à causa nacional checa e foi um de seus principais atores: entre outros, foi o editor do Boleslavan, uma revista semanal em língua checa dedicada à causa, e tornou-se o primeiro presidente do famoso coro checo Hlahol. Ele também foi membro do Comitê para o Estabelecimento do Teatro Nacional Checo (1861) e um dos fundadores da sociedade artística checa Umělecká beseda em Praga (1863). Apoiou os escritores tchecos Božena Němcová, Vítězslav Hálek e Karolina Světlá, e promoveu os compositores checos Antonín Dvořák e Bedřich Smetana. Este último compôs a ópera Braniboři v Čechách ("Os Brandenburgers na Boêmia") na propriedade de Rudolf em Niměřice.
Em 1894, Rudolf renunciou ao seu título principesco e nome de família, recebendo a seu pedido o título de Freiherr von Troskow do imperador Franz Joseph. Dez anos depois, ele morreu enquanto visitava sua filha Hedvika em Velehrad, Morávia. Em 1930, os restos mortais dele e de sua esposa foram exumados e reintegrados no túmulo da família em Stará Boleslav.

## Hugo Maximilian von Thurn e Taxis
O Príncipe Hugo Maximilian von Thurn e Taxis (Praga, 3 de julho de 1817 — Loučeň, 28 de novembro de 1889) casou-se com a Condessa Almeria von Belcredi (Ingrowitz, 8 de outubro de 1819 — Loučeň, 25 de setembro de 1914). As propriedades de Hugo incluíam castelos em Dobrovice, Loučeň e Mzells (Mcely), e propriedades em Vlkava, Niměřice e Ceteň. Hugo teve quatro filhos legítimos: Karoline, Egmont (que morreu jovem), Alexander (seu herdeiro) e Maria Theresia.

## Alexander e Marie von Thurn e Taxis
Príncipe Alexander Johann Vincenz Rudolf Hugo Karl Lamoral Eligius von Thurn e Taxis (Loučeň, 1 de dezembro de 1851 — Loučeň, 21 de julho de 1939) casou-se em 1875 com a Princesa Marie zu Hohenlohe-Waldemburgo-Schillingsfürst (Veneza, 28 de dezembro de 1855 — Loučeň, 16 de fevereiro de 1934). Eles herdaram Loučeň em 1889. Alexander e Marie eram patronos ávidos das artes (o próprio Alexander tocava violino e Marie era pintora amadora) e, embora não fossem ricos em comparação com seus parentes de Regensburgo, eram generosos e nunca hesitavam em apoiar uma boa causa.
O protegida de Marie, Rainer Maria Rilke, visitava a família em seus castelos de Loučeň e Duino. Ele dedicou suas Elegias de Duino à princesa, que por sua vez escreveu sobre ele em suas memórias publicadas. Além de Rilke, convidados regulares do castelo em Loučeň incluíam Karel Sladkovský e Bedřich Smetana, que em 1880 dedicaram sua composição Z domoviny para violino e piano a Alexander. Após a morte de Smetana, Alexandre designou a casa na vizinha Jabkenice, onde Smetana viveu seus últimos anos, como museu de Smetana e doou terras para seu memorial. Outros artistas e intelectuais conhecidos por visitar o castelo incluem F. X. Salda, Eliška Krásnohorská, Karel Bendl, membros do Quarteto Checo (que incluiu o compositor Josef Suk) e Mark Twain (que visitou o castelo durante suas viagens pela Europa em 1899). Alexander também adorava viajar e era um caçador apaixonado que fazia várias viagens de caça à África, ocasionalmente acompanhado pelo viajante checo Bedřich Machulka; mais tarde, ele doou seus troféus de animais para o Museu Nacional de Praga. Ele pertencia aos Cavaleiros de Malta e ajudou financeiramente várias causas de caridade. Juntamente com seu pai, o príncipe Hugo, ele também foi fundamental na construção da primeira ferrovia na região. A ferrovia foi construída em um terreno que ele doou para o projeto.
Quando seu filho, o príncipe Erich, que estudou em Cambridge, trouxe para Loučeň um novo jogo, ele o ajudou a fundar o primeiro time de futebol da Boêmia (1889). A equipe fez história quando jogou na primeira partida oficial de futebol historicamente registrada na Boêmia (1893). A equipe de Loučeň competiu contra a Regatta, a melhor equipe do Império Austro-Húngaro. A partida aconteceu no famoso Císařská louka, em Praga, em 18 de abril de 1893 e terminou com a equipe de Thurn e Taxis perdendo por 0:5. Isso ainda foi considerado um grande sucesso para os jogadores de Loučeň e os jornais de Viena Wiener Sportzeitung não hesitaram em concluir que o time de Loučeň era o segundo melhor time após a Regatta no Império. O local de enterro da família é em Syčín (Seitzin), perto de Dobrovice.
O Príncipe Alexander teve três filhos legítimos: Erich (Mzells, 11 de janeiro de 1876 — Kremsegg, 20 de outubro de 1952), Eugen (Praga, 27 de março de 1878 — Praga, 4 de março de 1903) e Alexander (Mzells, 8 de julho de 1881 — Duino, 11 de março de 1937). Erich casou-se com a Condessa Gabrielle Kinsky (filha mais velha de Rudolf, 9.º príncipe Kinsky de Wchinitz e Tettau) em 1903 e em 1925 mudou-se para a Áustria, onde morreu em 1952. Ele tinha nove filhos e seu filho Alexander Ferdinand (1906–1992) ocupou o Castelo de Loučeň até o final da guerra em 1945, quando foi confiscado pelo estado da Checoslováquia.
O irmão de Erich, Alexander, mudou-se para a Itália em 1923, depois de se divorciar de sua primeira esposa, a Princesa Marie de Ligne, em 1919, e deixar a dinástica Casa de Thurn e Taxis para se tornar o primeiro Duca di Castel Duino com a concessão de Vítor Emanuel III da Itália. Seus filhos se uniram ao pai e foram reconhecidos na Itália como Princes della Torre e Tasso, embora a princesa Margarita, filha de Alexandre, permanecesse membro da família Thurn e Taxis até seu casamento em 1931 com o Príncipe Roberto I, Duque de Parma. Após a morte de Alexandre, o castelo em Duino foi herdado por seu filho Raimundo, 2.º Duque do Castelo de Duino (1907–1986), e permaneceu parte da propriedade da família Torre e Tasso.
Os descendentes da Casa de Thurn e Taxis, na Boêmia, uma família que desempenhou um papel importante na cultura nacional e na história local checa por 140 anos, estão hoje espalhados pelo mundo.